# Kazakhstan aux Jeux olympiques d'hiver de 2018
Le Kazakhstan participe aux Jeux olympiques d'hiver de 2018 à Pyeongchang en Corée du Sud du 9 au 25 février 2018. Il s'agit de sa septième participation à des Jeux d'hiver.
Le 9 janvier 2018, le patineur de vitesse sur piste courte Abzal Azhgaliyev est nommé porte-drapeau du Kazakhstan.

## Participation
Aux Jeux olympiques d'hiver de 2018, les athlètes de l'équipe du Kazakhstan participent aux épreuves suivantes : 
| Sport                                | Hommes | Femmes | Total |
| ------------------------------------ | ------ | ------ | ----- |
| Biathlon                             | 5      | 5      | 10    |
| Patinage artistique                  | 1      | 2      | 3     |
| Patinage de vitesse sur piste courte | 3      | 2      | 5     |
| Patinage de vitesse                  | 5      | 1      | 6     |
| Ski de fond                          | 4      | 3      | 7     |
| Saut à ski                           | 1      | 0      | 1     |
| Ski alpin                            | 1      | 1      | 2     |
| Ski acrobatique                      | 3      | 6      | 9     |
| Luge                                 | 1      | 0      | 1     |
| Total                                | 26     | 20     | 46    |

## Récompenses

### Médailles
| Sport                   | Discipline    | Athlète(s)       | Performance | Date       |
| Médailles d'or : 0      |               |                  |             |            |
| Médaille d’argent : 0   |               |                  |             |            |
| Médailles de bronze : 1 |               |                  |             |            |
| Ski acrobatique         | Bosses femmes | Yuliya Galysheva | 77,40 pts   | 11 février |

| Sport           | Médaille d'or, Jeux olympiques | Médaille d'argent, Jeux olympiques | Médaille de bronze, Jeux olympiques | Total |
| --------------- | ------------------------------ | ---------------------------------- | ----------------------------------- | ----- |
| Ski acrobatique | 0                              | 0                                  | 1                                   | 1     |

| Jour     | Date       | Médaille d'or, Jeux olympiques | Médaille d'argent, Jeux olympiques | Médaille de bronze, Jeux olympiques | Total |
| -------- | ---------- | ------------------------------ | ---------------------------------- | ----------------------------------- | ----- |
| 1er jour | 8 février  | —                              | —                                  | —                                   | —     |
| 2e jour  | 9 février  | —                              | —                                  | —                                   | —     |
| 3e jour  | 10 février | 0                              | 0                                  | 0                                   | 0     |
| 4e jour  | 11 février | 0                              | 0                                  | 1                                   | 1     |
| 5e jour  | 12 février |                                |                                    |                                     |       |
| 6e jour  | 13 février |                                |                                    |                                     |       |
| 7e jour  | 14 février |                                |                                    |                                     |       |
| 8e jour  | 15 février |                                |                                    |                                     |       |
| 9e jour  | 16 février |                                |                                    |                                     |       |
| 10e jour | 17 février |                                |                                    |                                     |       |
| 11e jour | 18 février |                                |                                    |                                     |       |
| 12e jour | 19 février |                                |                                    |                                     |       |
| 13e jour | 20 février |                                |                                    |                                     |       |
| 14e jour | 21 février |                                |                                    |                                     |       |
| 15e jour | 22 février |                                |                                    |                                     |       |
| 16e jour | 23 février |                                |                                    |                                     |       |
| 17e jour | 24 février |                                |                                    |                                     |       |
| 18e jour | 25 février |                                |                                    |                                     |       |
| Total    | Total      | 0                              | 0                                  | 1                                   | 1     |